# Чизме преко колена
Чизме преко колена су врста дугих чизама, које у потпуности или делимично покривају колена.
Првобитно су настале као чизме за јахање у 15. веку. У другој половини 20. века почеле су бити модне чизме за жене. Такође се користе као радне чизме у околностима, које захтевају додатну заштиту за ноге (нпр рибарске чизме за воду). Користиле су се и у ратовању, да ублаже пад с коња. Имале су заштитно појачање у случају рањавања ватреним оружјем. И данас, многе коњаничке пуковније и даље имају ове високе чизме у склопу свечаних одора.
Чизме за јахање преко колена биле су широко распрострањене у 17. и 18. веку, а користиле су се до краја 19. века. Носили су их и гусари и мускетари. Чизме преко колена носиле су се и у позоришним и оперским представама, носио их је нпр Рудолф Нурејев у Лабудовом језеру.
Постале су део женске моде у раним 1960им. Током следеће три деценије, популарност чизама преко колена у моди је расла и падала. У раним 1970им, биле су у Лондону врло популарне чизме преко колена од антилопа и платна. Поновно су биле популарне крајем 1980-их и почетком 1990-их.
Године 2009, чизме преко колена постале су врло популарне као део женске зимске обуће.
Тренд се наставио и наредних година.
Постоје и гумене водонепропусне рибарске чизме преко колена, које користе риболовци, рибари, еколози и заштитари природе на подручјима река, језера и мочвара.
Постоје сличне заштитне чизме, које се користе у хемијској индустрији, пољопривреди, на одржавању водовода, канализације и сл.

## Галерија
- Женске чизме преко колена
- Рибарске чизме преко колена
- Чизме преко колена уз мини-сукњу
- Чизме преко колена у позоришној представи с почетка 20. века